# 達曼地鐵
达曼地铁是沙特阿拉伯东部省城市达曼拟建的城市轨道交通系统。该项目预计投资约600亿沙特里亚尔（约合160亿美元），原计划于2021年建成完工，至今仍未完成建设。

## 历史
2014年5月19日，沙特阿拉伯政府批准了达曼地铁等达曼计划新建的公共交通项目，并于2014年5月21日由时任东部省市长法赫德·朱拜尔公示。 该公共交通项目规划建设50公里的轻轨、110公里的快速公交系统和350公里的接驳巴士，以连接市中心和郊区。 委员会还批准成立了一家私人公司监督项目的实施进程。  
2017年3月7日，在迪拜举行的2017年中东铁路会议和展览会上，沙特阿拉伯公共交通管理局主席Rumaih Al Rumaih宣布，达曼地铁项目将以公私合营（PPP）模式推进开发。 
截止2025年，达曼地铁仍处于前期规划和研究阶段，尚未进入实际建设。

## 线路概况
达曼地铁规划有两条线路。第一条线路将从塔鲁特岛，途经卡提夫、达曼和宰赫兰，最终到达法赫德国王大桥。第二条线路则将连接达曼的法赫德国王路和法赫德国王国际机场。关于线路走向及车站选址的最终研究预计耗费了约18个月。  